# Região metropolitana de Washington

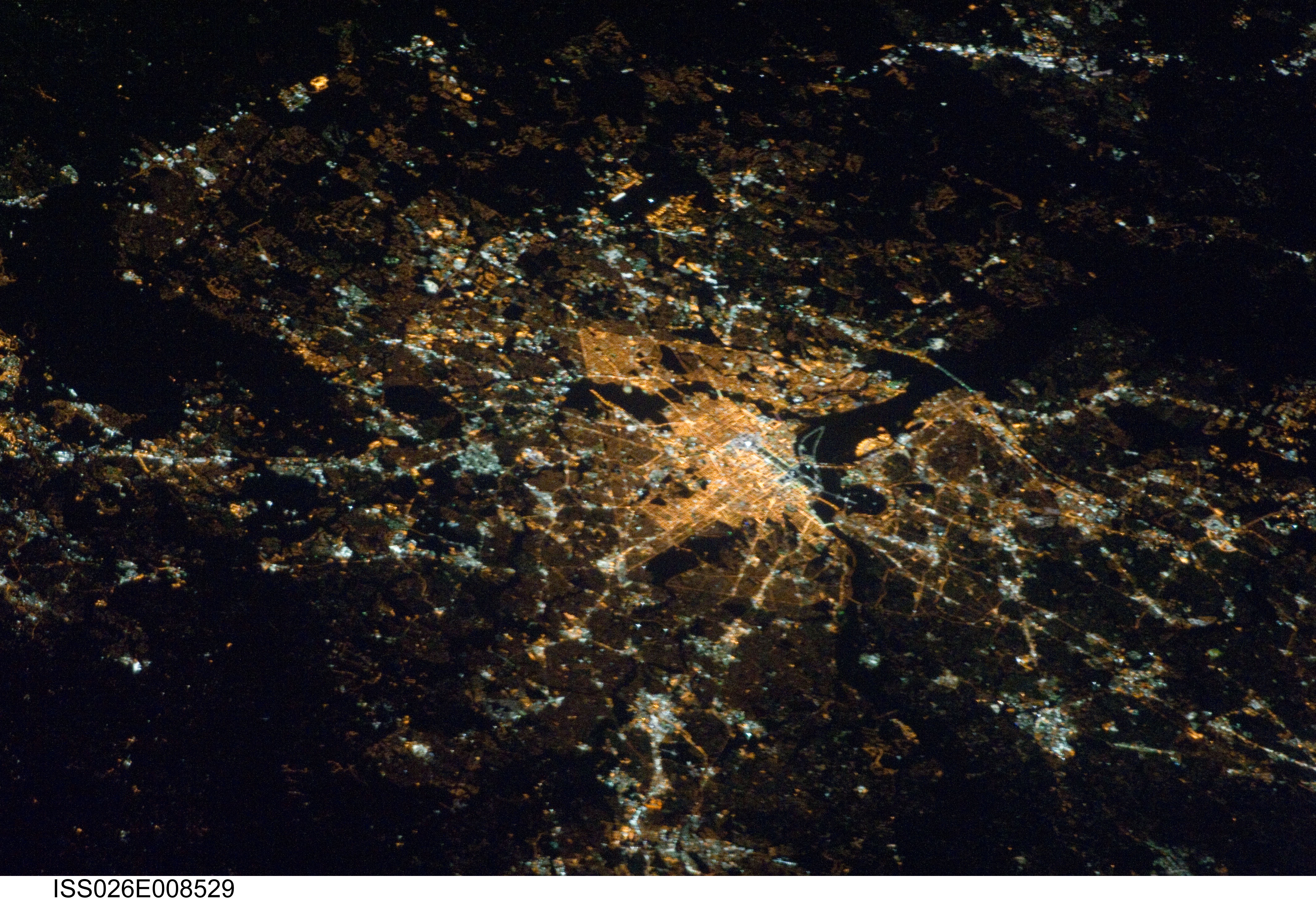
A Estação Espacial Internacional captura a iluminação noturna da região de Washington, nos Estados Unidos.

A região metropolitana de Washington, também conhecida como Região da Capital Nacional ou DMV (sigla para DC, Marilândia, Virgínia), abrange Washington, D.C., e partes dos estados de Marilândia, Virgínia e Virgínia Ocidental. Com uma população estimada em 6 385 162 habitantes em 2020, é a sexta maior região metropolitana dos Estados Unidos e uma das mais ricas e educadas. O trânsito da região é administrado pela Washington Metropolitan Area Transit Authority (WMATA), uma agência governamental tri-jurisdicional criada pelo Congresso dos Estados Unidos como um pacto interestadual. A WMATA opera o Metrorail, um sistema de trânsito rápido; o Metrobus, um serviço de ônibus; e o MetroAccess, um serviço de para trânsito.

## História
Escolhida pelo Congresso no século XVIII como a sede permanente do governo federal dos Estados Unidos, a região metropolitana de Washington tem uma rica história. A cidade de Washington, nomeada em homenagem ao primeiro presidente do país, George Washington, foi construída em um território cedido por Marilândia e Virgínia. Ao longo dos anos, a cidade se consolidou como o centro político, cultural e econômico da nação. A região metropolitana também é um polo de educação, cultura e diplomacia, com diversas instituições educacionais, museus, monumentos, parques e organizações internacionais. A região testemunhou muitos eventos históricos, como a Guerra de 1812, a Guerra Civil Americana, o movimento dos direitos civis e o Ataque ao Pentágono em 11 de setembro de 2001. Essa região é uma das mais diversificadas e multiculturais dos Estados Unidos, reunindo pessoas de diferentes etnias, religiões e línguas.